# Ignjat Đurđević
Ignjat Đurđević (sau Djurdjević), cunoscut și sub numele Ignazio Giorgi  (n. februarie 1675 - d. 21 ianuarie 1737) a fost un
poet croat, reprezentant al poeziei croate baroce.
A scris în latină, italiană și croată, mai ales poezie pastorală și erotică.

## Opera
- 1716: Poezii diferite ("Pjesni razlike")
- 1724: Lacrimile lui Marunko ("Suze Marunkove");
- 1728: Suspinele Magdalenei penitente ("Uzdisaji Mandaljene pokornice"), capodopera sa, remarcabilă prin lirism și stilul metaforic;
- 1729: Psalmi slavici ("Saltijer slovinski").